# Liste der Kulturdenkmäler in Moischt
Die folgende Liste enthält die in der Denkmaltopographie ausgewiesenen Kulturdenkmäler auf dem Gebiet des Ortsteils Moischt der  Stadt Marburg, Landkreis Marburg-Biedenkopf, Hessen.
Hinweis: Die Reihenfolge der Denkmäler in dieser Liste orientiert sich an der Anschrift, alternativ ist sie auch nach der Bezeichnung oder der Bauzeit sortierbar.
Kulturdenkmäler werden fortlaufend im Denkmalverzeichnis des Landes Hessen durch das Landesamt für Denkmalpflege Hessen auf Basis des Hessischen Denkmalschutzgesetzes (HDSchG) geführt. Die Schutzwürdigkeit eines Kulturdenkmals hängt nicht von der Eintragung in das Denkmalverzeichnis des Landes Hessen oder der Veröffentlichung in der Denkmaltopographie ab.

## Kulturdenkmäler
| Bild            | Bezeichnung                        | Lage | Beschreibung | Bauzeit     | Objekt-Nr. |
| --------------- | ---------------------------------- | --- | ------------ | ----------- | ---------- |
| Bild gesucht BW | Gesamtanlage historischer Ortskern | Am Bornberg, Birnenstraße, Eulenkopfstraße, Hirtengarten, Kirchstraße, Tonberg, Weidenstamm, Wiesenaue, Wittelsberger Straße Lage |              |             |            |
| Bild gesucht BW | Hofanlage                          | Birnenstraße 2 LageFlur: 11, Flurstück: 40/1                                                                                      |              | 1903        |            |
| Bild gesucht BW | Tagelöhnerhaus                     | Eulenkopfstraße 23 LageFlur: 11, Flurstück: 23                                                                                    |              | 1913        |            |
| Bild gesucht BW | Vierseitige Hofanlage              | Kirchstraße 1 LageFlur: 3, Flurstück: 154/46                                                                                      |              | 18./19. Jh. |            |
| Bild gesucht BW | Dreiseitige Hofanlage              | Kirchstraße 2 LageFlur: 4, Flurstück: 46; 47                                                                                      |              | 17.–19. Jh. |            |
| weitere Bilder  | Evangelische Kirche                | Kirchstraße 10 LageFlur: 4, Flurstück: 118                                                                                        |              | 1928        |            |
| Bild gesucht BW | Brunnen                            | Kirchstraße o. Nr. LageFlur: 4, Flurstück: 41/1                                                                                   |              |             |            |
| Bild gesucht BW | Ehemalige Schule                   | Wittelsberger Straße 1/3 LageFlur: 3, Flurstück: 34, 35/4                                                                         |              | 1928        |            |
| Bild gesucht BW | Dreiseitige Hofanlage              | Wittelsberger Straße 2 LageFlur: 4, Flurstück: 24/2                                                                               |              | 1843        |            |
| Bild gesucht BW | Scheune                            | Wittelsberger Straße 8 LageFlur: 4, Flurstück: 28                                                                                 |              | 18. Jh.     |            |
| Bild gesucht BW | Wohnhaus                           | Wittelsberger Straße 13 LageFlur: 4, Flurstück: 44/1                                                                              |              | Um 1690     |            |
| Bild gesucht BW | Hofanlage                          | Wittelsberger Straße 15 LageFlur: 3, Flurstück: 62/3                                                                              |              | 18./19. Jh. |            |
| Bild gesucht BW | Hofanlage                          | Wittelsberger Straße 16 LageFlur: 3, Flurstück: 157/50                                                                            |              | 18. Jh.     |            |
| Bild gesucht BW | Dreiseitige Hofanlage              | Wittelsberger Straße 17 LageFlur: 3, Flurstück: 60                                                                                |              | 1870        |            |
| Bild gesucht BW | Wohnhaus                           | Wittelsberger Straße 18 LageFlur: 3, Flurstück: 53/1                                                                              |              | 1701        |            |
| Bild gesucht BW | Vierseitige Hofanlage              | Wittelsberger Straße 19 LageFlur: 3, Flurstück: 56/2                                                                              |              | 19. Jh.     |            |